# 92. vestlige længdekreds
Den 92. vestlige længdekreds (eller 92 grader vestlig længde) er en længdekreds, der ligger 92 grader vest for nulmeridianen. Den løber gennem Ishavet, Nordamerika, Mellemamerika, Stillehavet, det Sydlige Ishav og Antarktis.
92. vestlige længdekreds og 88. østlige længdekreds udgør tilsammen en storcirkel.